# Адміра Ваккер Медлінг
«Адмі́ра Ва́ккер Медлінг» (нім. FC Admira Wacker Mödling) — австрійський футбольний клуб з Марія-Енцерсдорфа.

## Історія
У 1971 році столичні команди «Адміра» (рік заснування - 1905) та «Ваккер» (рік заснування - 1907) об'єдналися в клуб «Адміра-Ваккер». Команда переїхала до Нижньої Австрії.
У 1997 до клубу приєдналася ще одна команда «Медлінг», відтоді клуб має сучасну назву Адміра Ваккер Медлінг.

## Досягнення
Бундесліга (Австрія):
- Віце-чемпіон (1): 1989
- Третій призер (3): 1993, 1994, 2012

Кубок Австрії:
- Фіналіст (6): 1979, 1989, 1992, 1996, 2009, 2016

Суперкубок Австрії:
- Володар (1): 1989
- Фіналіст (1): 1992

## Участь в єврокубках
| Сезон   | Змагання                     | Раунд                   | Противник             | Вдома | На виїзді | Сумарно        |
| ------- | ---------------------------- | ----------------------- | --------------------- | ----- | --------- | -------------- |
| 1964–65 | Кубок володарів кубків       | 1 раунд                 | Легія Варшава         | 1–3   | 0–1       | 1–4            |
| 1966–67 | Кубок європейських чемпіонів | 1 раунд                 | Воєводина             | 0–1   | 0–0       | 0–1            |
| 1973–74 | Кубок УЄФА                   | 1 раунд                 | Інтернаціонале        | 1–0   | 1–2       | 2–2            |
| 1973–74 | Кубок УЄФА                   | 2 раунд                 | Фортуна (Дюссельдорф) | 2–1   | 0–3       | 2–4            |
| 1982–83 | Кубок УЄФА                   | 1 раунд                 | Богеміанс 1905        | 1–2   | 0–5       | 1–7            |
| 1987–88 | Кубок УЄФА                   | 1 раунд                 | ТПС                   | 0–2   | 1–0       | 1–2            |
| 1989–90 | Кубок володарів кубків       | 1 раунд                 | АЕЛ                   | 3–0   | 0–1       | 3–1            |
| 1989–90 | Кубок володарів кубків       | 2 раунд                 | Ференцварош           | 1–0   | 1–0       | 2–0            |
| 1989–90 | Кубок володарів кубків       | Чвертьфінал             | Андерлехт             | 1–1   | 0–2       | 1–3            |
| 1990–91 | Кубок УЄФА                   | 1 раунд                 | Вайле                 | 3–0   | 1–0       | 4–0            |
| 1990–91 | Кубок УЄФА                   | 2 раунд                 | Люцерн                | 1–1   | 1–0       | 2–1            |
| 1990–91 | Кубок УЄФА                   | 3 раунд                 | Болонья               | 3–0   | 0–3       | 3–3 (5–6 пен.) |
| 1992–93 | Кубок володарів кубків       | 1 раунд                 | Кардіфф Сіті          | 2–0   | 1–1       | 3–2            |
| 1992–93 | Кубок володарів кубків       | 2 раунд                 | Антверпен             | 2–4   | 4–3 (дч)  | 6–7            |
| 1993–94 | Кубок УЄФА                   | 1 раунд                 | Дніпро                | 2–3   | 0–1       | 2–4            |
| 1994–95 | Кубок УЄФА                   | 1 раунд                 | Гурник (Забже)        | 5–2   | 1–1       | 6–3            |
| 1994–95 | Кубок УЄФА                   | 2 раунд                 | Канн                  | 1–1   | 4–2       | 5–3            |
| 1994–95 | Кубок УЄФА                   | 3 раунд                 | Ювентус               | 1–3   | 1–2       | 2–5            |
| 2012–13 | Ліга Європи УЄФА             | 2 кваліфікаційний раунд | Жальгіріс             | 5–1   | 1–1       | 6–2            |
| 2012–13 | Ліга Європи УЄФА             | 3 кваліфікаційний раунд | Спарта Прага          | 0–2   | 2–2       | 2–4            |
| 2016–17 | Ліга Європи УЄФА             | 1 кваліфікаційний раунд | Спартак (Миява)       | 1–1   | 3–2       | 4–3            |
| 2016–17 | Ліга Європи УЄФА             | 2 кваліфікаційний раунд | Кяпаз                 | 1–0   | 2–0       | 3–0            |
| 2016–17 | Ліга Європи УЄФА             | 3 кваліфікаційний раунд | Слован                | 1–2   | 0–2       | 1–4            |